# ميفيدرون
ميفيدرون Mephedrone, يعرف أيضا methylmethcathinone (4-MMC) or 4-methylephedrone, هو مادة من المواد الاصطناعية عبارة عن عقار منبه وتشمل الأسماء العامية drone من فصيلةالمنشطات والكاثينون. M-CAT, White Magic and meow meow.
العقار هو من نفس عائلة القات الشهير.يشار إلى الميفيدرون على أنه مثيل اصطناعي للنبات أمفيتامين كاثينون الذي يمكن العثور عليه في الطبيعة على شكل أوراق نبات القات وجد في شرق أفريقيا. وينتمي الميفيدرون لعائلة الكاثينونات الاصطناعية التي تم ابتكارها لتقليد السمات المنشطة للقات.
أنه يأتي في شكل أقراص أو مسحوق، والتي يمكن للمستخدمين ابتلاعها، إستنشاقها أو حقنها، يحدث آثارا مماثلة لإكستاسي، المنشطات والكوكايين. منها طحن الأسنان هو الأكثر شيوعا. وقد تمت دراسة استقلاب الدواء في الفئران والبشر، ويمكن أن يتم الكشف عن نواتج الأيض في البول بعد الاستخدام. وعلى الرغم من التشابه في السموم العصبية المعروفة مثل الميثامفيتامين والكاثينون ومشتقاتها، إلا انه لا يظهر إحداثه التأثيرات السمية العصبية في نظام الدوبامين لدى الفئران.
بالإضافة إلى آثاره المورفنية المنشطة، ينتج آثار جانبية،

## الآثار
لا تتوفر أية أبحاث عن الطريقة التي تؤثر فيها هذه المادة على الجسم البشري، أنه لا وجود لبيانات حول السمية التي يمكن أن يحدثها هذا العقار.
ونتيجة لذلك، فإن المعلومات الوحيدة المتاحة تأتي من المستخدمين أنفسهم والتقارير السريرية للسمية الحادة التي يحدثها الميفيدرون.:12كان علماء النفس في جامعة جون مورز ليفربول يجرون البحوث في آثار الميفيدرون على ما يقارب 50 طالبا بالفعل استخدموا المخدر، عندما كان لا يزال تعاطيه قانوني في المملكة المتحدة. في الوقت الذي اقترحت الدراسة نجد أن لس ايفرسن، رئيسالمجلس الاستشاري لإساءة استخدام المخدرات سماها تجارب «غير أخلاقية جميلة» وتوقفت الدراسة في أغسطس 2010، في أعقاب التغيير على الوضع القانوني للمخدر.

### الآثار المقصودة
وأفاد المستخدمين أن الميفيدرون يسبب النشوة، التحفيز، زيادة تقدير للموسيقى، ورفع المزاجية، فقد ادى لانخفاض العدوانية، تحسين العمليات العقلية واعتدال التحفيز الجنسي؛ هذه الآثار تشبه آثار الكوكايين والأمفيتامينات وMDMA، ولكن تختلف الأخيرة في الزمن، وهذا يتوقف على طريقة أخذ الدواء. عندما يؤخذ عن طريق الفم، وأفاد المستخدمين أنهم يمكن أن يشعروا بالآثار في زمن يترواح بين 15-45 دقيقة. عندما قاموا بالشم أو الإستنشاق، ظهرت تأثيراته في غضون دقائق وبلغ ذروته في غضون نصف ساعة.:12 70 من الهولنديين المستخدمين للميفيدرون، نجد أن 58 وصفوه بأنه تجربة ممتعة عموما و 12 وصفوه بأنه غير سار experience. في استطلاع للمستخدمين في المملكة المتحدة الذين تعطوا سابقا الكوكايين، وجد معظم المستخدمين أنه ذو جودة عالية وإستمرارية أطول، كان أقل إدمانا ويحمل نفس مخاطر استخدام الكوكايين.

## الاستخدامات

### الاستخدام الترفيهي والاستهلاكي
الميفيدرون يمكن أن يكون في شكل كبسولات، أقراص أو مسحوق أبيض الذي قد يبتلع، يستنشق، يحقن، يدخن أو يستخدم عن طريق المستقيمبواسطة المستخدمين.:12 في بعض الأحيان يباع مختلطا مع ميثيلون في منتج يسمى فقاقيع في المملكة المتحدة أيضا يخلط مع cathinones الأخرى، بما في ذلك ethcathinone، butylone، fluoromethcathinone وmethedrone.:9 أعلنت  الغارديان  عن بعض المستخدمين إلزامي يعيدون الجرعة، ويستهلكون إمداداتهم كلها عندما فقط يريدون استخدام جرعة صغيرة، كانت هناك تقارير أخرى مماثلة من مستخدمي الميفيدرون بشغف، مما يشير إلى أنه قد يكون إدمانا.:13

#### التقليل من الضرر
انظر أيضًا: Harm reduction و Responsible drug use
توصي الجمعية الخيرية الأستشارية للعقاقير لايفلاين للحد من الأضرار المحتملة الناجمة عن استخدام الميفيدرون بشغف، يجب على المستخدمين استعمال الميفيدرون أحيانا فقط (أقل من أسبوعية)، أي استخدام أقل من 0.5 & nbsp؛ جرام في الجلسة الواحدة، الجرعة توخذ عن طريق الفم بدلا من إستنشاق المخدر، وتجنب الخلط مع الكحول والمخدرات الأخرى. يجب على المتعاطين أيضا شرب الكثير من الماء على فترات معقولة أثناء تناول العقار، لأنه يسبب الجفاف.

## الآثار الضارة

### الآثار الجانبية
ذكرت ECMDDA الميفيدرون يمكن أن يسبب آثار جانبية مختلف غير مرغوبة بما في ذلك: اتساع حدقة العين، ضعف التركيز، صرير الأسنان، مشاكل التركيز البصرية، ضعف الذاكرة، هلوسة، أوهام، سلوك خاطئ:13لاحظوا تأثيرات أخطر تظهرها الروايات المتناقلة والتي تكون مرتبطة بالجرعات العالية أو الاستخدام لفترات طويلة، يمكن أن تكون الآثار الناجمة عند المستخدمين نتيجة لتعاطي مسكرات أخرى في نفس الوقت. تشمل الآثار الأخرى التي لاحظها مستخدمي المنتديات على الإنترنت تغيرات في درجة حرارة الجسم، زيادة معدل ضربات القلب، صعوبات في التنفس، وفقدان الشهية، زيادة التعرق، تغيير لون الأطراف، القلق، جنون العظمة والاكتئاب.:13

### التأثيرات قصيرة الأمد
ذكر المركز الأوروبي لرصد المخدرات وإدمانها أن الميفيدرون قد يسبب العديد من الآثار الجانبية غير المقصودة بما في ذلك: توسع الحدقة، وضعف التركيز، وصرير الأسنان، ومشاكل في التركيز البصري، وضعف الذاكرة قصيرة الأمد، وهلوسة، وأوهام، وسلوك طائش. تظهر الآثار الشديدة مع الجرعات العالية أو الاستخدام طويل الأمد، وقد تكون الآثار ناتجة عن تعاطي المستخدمين لمسكرات أخرى في نفس الوقت. تشمل الآثار الأخرى التي لاحظها مستخدمو هذا الدواء تغيرات في درجة حرارة الجسم، وزيادة معدل ضربات القلب، وصعوبة التنفس، وفقدان الشهية، وزيادة التعرق، وتغير لون الأطراف، والقلق، وجنون الارتياب، والاكتئاب. عند استنشاقه، يمكن أن يسبب أيضًا رعافًا وحروقًا في الأنف. وجد استطلاع أجراه المركز الوطني للإدمان في المملكة المتحدة أن 67% من مستخدمي الميفيدرون يعانون من فرط التعرق، ويعاني 51% منهم من الصداع، و43% من خفقان القلب، و27% من الغثيان، و15% من برودة الأصابع أو ازرقاقها، ما يدل على حدوث تضيق في الأوعية. أفاد الأطباء في مستشفى غاي بلندن أنه من بين 15 مريضًا عولجوا بعد تناول ميفيدرون في عام 2009، كان 53% منهم يعانون من الاهتياج، و40% يعانون من زيادة معدل ضربات القلب، و20% يعانون من فرط ضغط الدم الانقباضي، و20% يعانون من نوبات صرع؛ احتاج ثلاثة منهم إلى العلاج بالبنزوديازيبينات، غالبًا للسيطرة على الاهتياج. أبلغوا عن عدم إصابة أي من مرضاهم ببرودة أو زرقة الأطراف، على عكس التقارير الأخرى. بلغ مقياس غلاسكو للغيبوبة قيمة 15 لدى تسعة من أصل 15 مريض، ما يشير إلى أنهم في حالة عقلية طبيعية، وأربعة منهم حققوا قيمة أقل من 8، لكن هؤلاء المرضى جميعًا أبلغوا عن استخدام مادة مثبطة للجهاز العصبي المركزي، غالبًا جاما هيدروكسي بيوتيريت، بالتزامن مع الميفيدرون. أبلغ المرضى أيضًا عن استخدام عقاقير متعددة بتراكيب مختلفة.

### السمية العصبية
ما يزال التأثير السمي العصبي للميفيدرون على أنظمة السيروتونين (5-إتش تي) والدوبامين (دي إيه) مثيرًا للجدل. رغم أن بعض الدراسات التي أجريت على نماذج حيوانية لم تذكر أي ضرر على النهايات العصبية الدوبامينية في الجسم المخطط ولا تغييرات كبيرة في مستويات النواقل العصبية أحادية الأمين في الدماغ، اقترحت غيرها انخفاضًا سريعًا في وظيفة ناقل السيروتونين وناقل الدوبامين. لوحظ وجود نقص مستمر في أحاديات الأمين السيروتونية بعد العلاج في وسط دافئ وفي كل من النهايات العصبية السيروتونية والدوبامينية عند العلاج في وسط درجة حرارته عالية. أُبلغ أيضًا عن حدوث سمية خلوية بالإجهاد التأكسدي وفوق أكسدة الليبيدات في القشرة الجبهية.

### اضطرابات التعزيز
أشارت التقارير إلى حدوث شهوة للميفيدرون من قبل مستخدميه، ما يعني أنه قد يسبب الإدمان.

## فرط الجرعة

### السمية
في عام 2009، أُبلغ عن حالة سمية محاكية للودي في المملكة المتحدة بعد أن تناول الشخص 0.2 غ من الميفيدرون بالطريق الفموي، ودون تحقيق التأثير المطلوب، فحقن 3.8 غ ممزوجًا بالماء تحت الجلد في فخذيه. بعد ذلك بوقت قصير، عانى المستخدم من أعراض زيادة معدل ضربات القلب، وعدم وضوح الرؤية النفقية، وشعور بضغط على الصدر، والتعرق. عولج المريض بـ1 ملغ لورازيبام وتناقصت الأعراض الودية وخرج المريض من المستشفى بعد ست ساعات من وصوله. أُبلغ عن حالة إصابة واحدة بمتلازمة السيروتونين، إذ كان قد وُصف للمريض دوائي فلوكسيتين وأولانزابين، ثم تناول 40 حبة تحتوي على ميفيدرون في ليلة واحدة. عولج بإعطاء لورازيبام وخرج من المستشفى بعد 15 ساعة من دخوله. أُثبت أن كلا المصاوغين المرآتيين للميثكاثينون، والذي يختلف عن الميفيدرون فقط في افتقاره لمجموعة الميثيل على حلقة الأريل، أبديا سمية على عصبونات الدوبامين في الجرذان، وأن المصاوغ الميسر أبدى أيضًا سمية على العصبونات السيروتونية. صرح سيمون غيبونز ومير زلوه من كلية الصيدلة بجامعة لندن، استنادًا إلى أوجه التشابه الكيميائي بين ميثكاثينون وميفيدرون، أنه «من المحتمل جدًا أن يُظهر الميفيدرون سمية عصبية». مع ذلك، صرح برنت وزملاؤه أنه يجب أخذ «الحذر الشديد» عند استنباط سمية الميفيدرون من الميثكاثينون، مشيرين إلى أن بعض السمية المرتبطة بالميثكاثينون ترجع إلى شوائب المنغنيز الناتجة عن اصطناعه، وليس المركب نفسه. خلصوا إلى أن هناك حاجة إلى مزيد من البحوث التجريبية للتحقق من سمية الميفيدرون.
اقترح أطباء بعد معالجة أنثى تبلغ من العمر 15 عامًا عانت من تسمم بالميفيدرون، في مجلة ذا لانسيت، أن الميفيدرون، مثل إكستاسي (إم دي إم إيه)، قد يعزز إفراز الهرمون المضاد لإدرار البول المتواسط بالسيروتونين، ما يؤدي إلى نقص صوديوم الدم وتغير الحالة العقلية. وفي حالة أخرى، أُدخل رجل يبلغ من العمر 19 عامًا يعاني من التهاب العضلة القلبية إلى المستشفى، بعد 20 ساعة من تناول غرام واحد من الميفيدرون. ذكر الأطباء الذين عالجوا المريض أن السبب يعزى إما للتأثير السام المباشر للميفيدرون على عضلة القلب، أو لحدوث استجابة مناعية. أُبلغ أيضًا عن حالة واحدة لمريض مصاب بميتهيموغلوبينية الدم المكتسبة، إذ كان لديه «شفاه وأصابع مزرقة»، بعد أن استنشق غرامًا واحدًا من الميفيدرون. بدأ المريض في التعافي بعد وصوله إلى المستشفى ولم تكن هناك حاجة إلى إعطاء أي دواء.

### حالات الوفيات

#### السويد
في عام 2008، توفيت امرأة سويدية تبلغ من العمر 18 عامًا في ستوكهولم بعد تناول الميفيدرون. ذكرت صحيفة سفينسكا داغبلادت أن الامرأة عانت من اختلاجات وتحول وجهها إلى اللون الأزرق. أفاد الأطباء أنها كانت في غيبوبة وتعاني من نقص صوديوم الدم ونقص حاد في بوتاسيوم الدم؛ توفيت الامرأة بعد يوم ونصف من ظهور الأعراض. أظهر تشريح الجثة تورمًا شديدًا في الدماغ. كان من المقرر تصنيف ميفيدرون على أنه «مادة خطرة» في السويد حتى قبل وفاة الامرأة في مستشفى جامعة كارولينسكا في 14 ديسمبر، لكن الوفاة جذبت اهتمام وسائل الإعلام للعقار. صُنفت حيازة الميفيدرون جريمة جنائية في السويد في 15 ديسمبر عام 2008.

#### الولايات المتحدة الأمريكية
سبب الميفيدرون وفاة رجل يبلغ من العمر 22 عامًا، قام أيضًا بحقن هيروين القطران الأسود. عُثر على الميفيدرون في دمه بتركيز 0.50 ملغ/ل وفي بوله بتركيز 198 ملغ/ل. كان تركيز المورفين في الدم، وهو مستقلب الهيروين، 0.06 ملغ/ل. للمقارنة، يبلغ متوسط تركيز المورفين في الدم الناتج عن الجرعات الزائدة المميتة للهيروين فقط نحو 0.34 ملغ/ل.